# Patrick Lindner

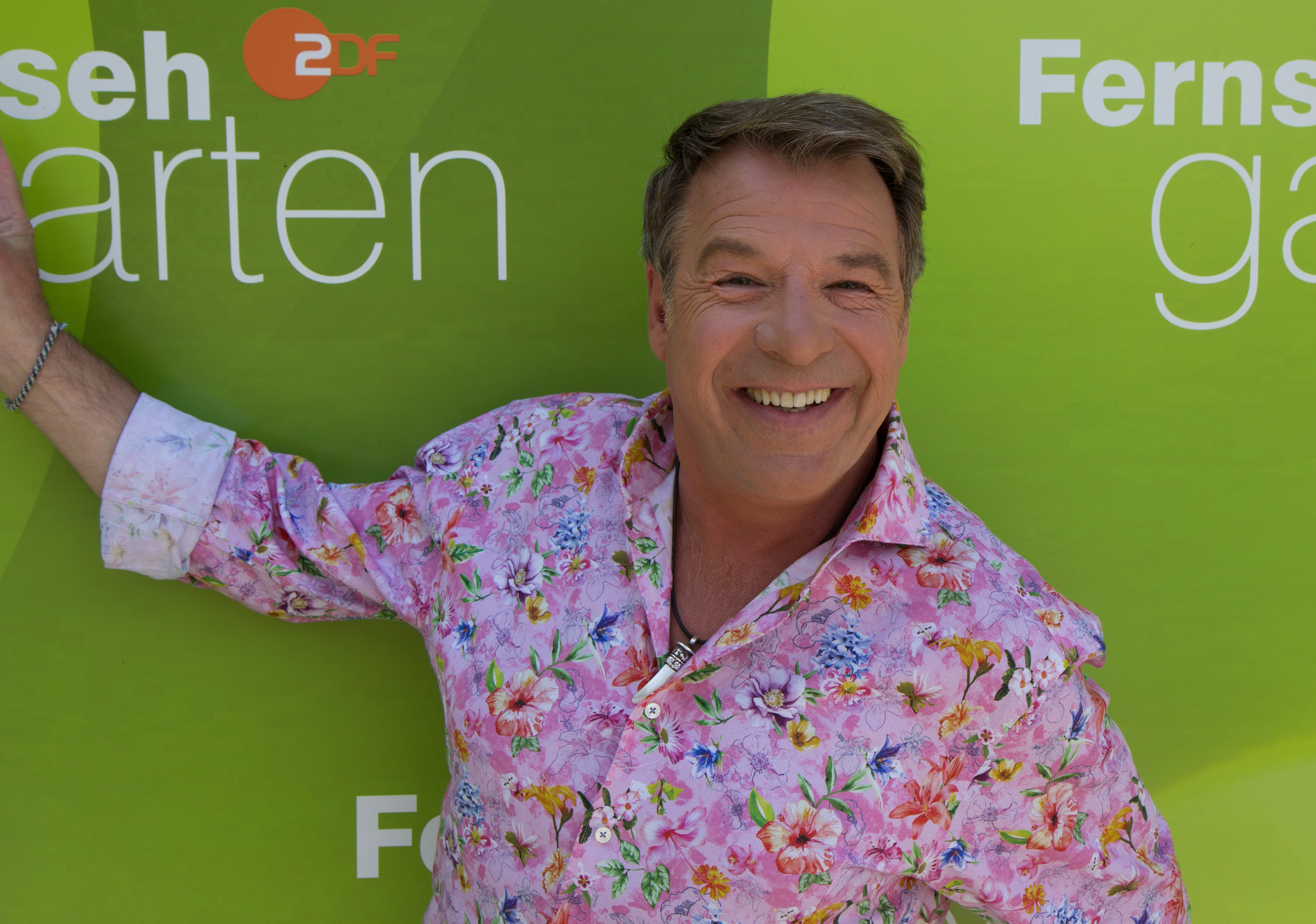
Patrick Lindner 2018

Patrick Lindner, eigentlich Friedrich Günther Raab (* 27. September 1960 in München), ist ein deutscher Schlagersänger.

## Biografie
Lindner wurde als Sohn eines Versicherungsangestellten und der Hausfrau Hedwig Raab (1926–2016) im Münchener Bezirk Sendling geboren. Er arbeitete zunächst als Koch, u. a. im Hotel Bayerischer Hof, bevor er 1989 mit dem Lied Die kloane Tür zum Paradies den zweiten Platz beim Grand Prix der Volksmusik belegte und so den Durchbruch schaffte. Es folgten viele erfolgreiche Singles und Alben, die wie sein erster Hit aus der Feder des Komponisten Jean Frankfurter und der Texterin Irma Holder stammten. Lindner war Protagonist von mehr als 40 Fernsehsendungen, unter anderem Patrick Lindner persönlich, So ein Tag mit guten Freunden, Patrick Lindner Show im ZDF (bis 1998) und Wenn das kein Grund zum feiern ist für die ARD mit Marktanteilen von bis zu 25 %. Er wirkte auch mit Gastauftritten in deutschen TV-Serien wie SOKO 5113 oder Das Traumschiff mit.

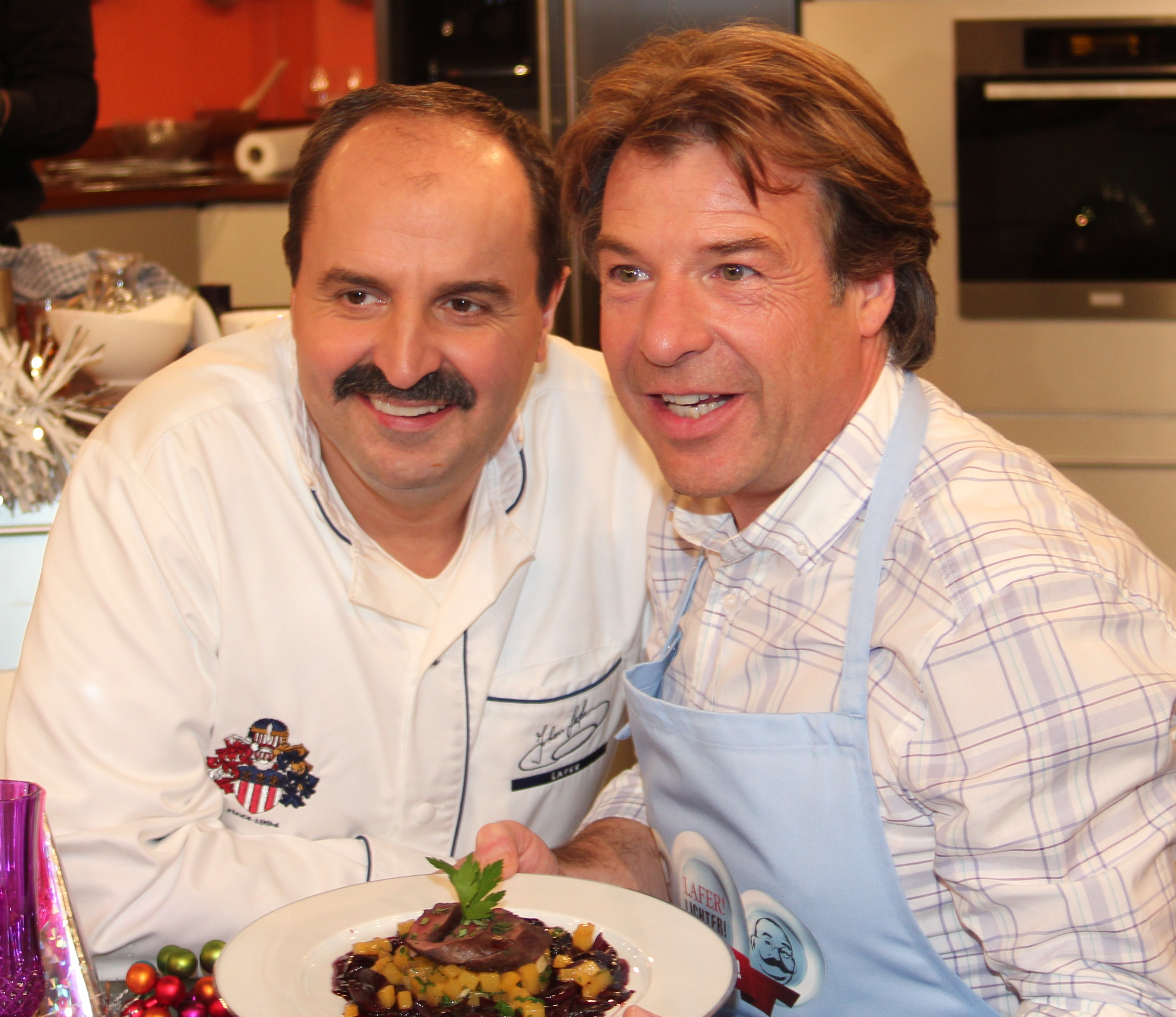
Lindner mit Johann Lafer 2010

1997 wandte sich Lindner mit dem Album Himmelweit vom volkstümlichen Schlager ab, hin zu moderneren Schlagermelodien. Dieser stilistischen Ausrichtung blieb er für vier weitere Alben treu. 1999 nahm er mit dem Titel Ein bisschen Sonne, ein bisschen Regen an der deutschen Vorentscheidung zum Eurovision Song Contest 1999 teil, wo er den sechsten Platz belegte. 2005 wirkte Lindner in einer Gastrolle in der RTL-Justizserie Hinter Gittern mit. 2002 war er in der Rolle eines Sozialarbeiters in der Serie In aller Freundschaft  Folge 134 Der große Irrtum (Staffel 5, Episode 10) zu sehen. 2005 veröffentlichte er gemeinsam mit der Thilo Wolf Big Band das Album Gigolo, das bekannte, mehrheitlich englischsprachige Swing-Titel enthielt. Im selben Jahr spielte Lindner in der RTL-Kochshow In Teufels Küche mit und wurde dort zum Sieger gekürt. 2006 veröffentlichte er das Album Die Sonne ist für alle da. Dabei kam es zu einer erneuten Zusammenarbeit mit Jean Frankfurter und Irma Holder. Neben einigen Schlagern fanden sich auf dem Album auch wieder mehrere volkstümliche Lieder. Mit dem Titel Wie ein Sternenregen in der Nacht qualifizierte sich Lindner dank des zweiten Platzes in der deutschen Vorentscheidung des Grand Prix der Volksmusik für das internationale Finale, wo er den sechsten Platz belegte.
2008 war er in der Hauptrolle als Koch Patrick im Fernsehfilm Das Musikhotel am Wolfgangsee im Ersten, auf ORF 2 und SF 1 zu sehen.
Lindner tourt in regelmäßigen Abständen durch das deutschsprachige Europa. Er nahm 2012 an der fünften Staffel der RTL-Tanzshow Let’s Dance teil. Seine Profi-Tanzpartnerin war Isabel Edvardsson. Das Paar schied in der siebten Folge aus und belegte Platz 6. Im Mai 2014 veröffentlichte er sein Jubiläumsalbum Nur mit deiner Liebe, womit er nach sieben Jahren wieder den Charteinstieg in die Top 100 der deutschen Album-Charts schaffte.
02/2023 veröffentlichte er die Single (All) Deine Farben und war damit 3 Wochen auf Platz 1 der Deutschen Airplaycharts Konservativ Pop (Woche 11/23, 12/23, 13/23).
1998 adoptierte er mit Hilfe seines damaligen Managers und Lebensgefährten Michael Link ein acht Monate altes russisches Heimkind. Er ist seit Jahren mit seinem Lebenspartner, dem Manager Peter Schäfer, liiert. Das Paar heiratete 2020 in München.

## Auszeichnungen und Musikverkäufe
Ehrungen
- Bambi 1991

- Goldene Stimmgabel 1991, 1992, 1993, 1997 und 1999
- Bayerischen Verdienstorden 2024

## Diskografie

### Alben
- 1989 Die kloane Tür zum Paradies
- 1990 Die kleinen Dinge des Lebens
- 1990 Weihnachten mit Patrick Lindner
- 1991 Eine Handvoll Herzlichkeit
- 1991 Patrick Lindner (CH: Gold)
- 1992 Ohne Zärtlichkeit geht gar nix
- 1994 Liebe ist das Salz der Erde
- 1995 Meine Lieder streicheln dich
- 1995 Weihnachtszeit – Stille Zeit
- 1996 Herzlich willkommen in meinem Leben
- 1998 Himmelweit
- 1999 Stark genug
- 2000 Wenn es noch Wunder gibt
- 2001 Mammamia!
- 2003 Halleluja – auf das Leben
- 2005 Gigolo (mit der „Thilo Wolf Big Band“)
- 2006 Die Sonne ist für alle da
- 2007 Heute, hier und jetzt
- 2007 Fröhliche Weihnacht mit Patrick Lindner
- 2008 Jedes Herz braucht eine Heimat
- 2009 Fang dir die Sonne
- 2010 Schenk dir den Tag
- 2012 Böhmisch klingt’s am Besten
- 2014 Nur mit deiner Liebe
- 2016 Mittenrein ins Glück
- 2018 Leb dein Leben
- 2019 Ich feier’ die Zeit
- 2020 Ich feier die Zeit – das Beste Zum Jubiläum
- 2024 All meine Farben

### Singles
- 1988 Der Traum von ewiger Liebe
- 1989 Die kloane Tür zum Paradies
- 1989 Dann muass i hoam
- 1989 Lasst das Licht in eure Herzen
- 1990 Die kleinen Dinge des Lebens
- 1990 Des is a Wahnsinn
- 1991 Manchmal braucht man was, an des ma glaub'n kann
- 1991 Ich hätt’ dich sowieso geküsst
- 1991 Die Kloane aus der letzten Bank
- 1992 Du schaffst mi
- 1992 Der Mensch in dir
- 1992 Ein kleines Feuer, das dich wärmt
- 1993: Wer die Augen schließt (wird nie die Wahrheit seh’n) (als Teil von Mut zur Menschlichkeit)
- 1993 Ohne Zärtlichkeit geht gar nix
- 1993 Anna Lena
- 1993 Das Glück ist ein seltsames Vogerl
- 1994 Ich kann keine traurigen Augen seh’n
- 1994 Ich will dir immer wieder rote Rosen schenken
- 1995 Meine Lieder streicheln dich
- 1995 Liebe ist viel mehr als nur ein Wort (mit Christopher Barker)
- 1995 Ein Herz voll Schmetterlinge
- 1995 Daheim, das ist Geborgenheit
- 1996 Ein Stern am Himmel ist noch frei
- 1996 Mein schönstes Geschenk, das bist du
- 1997 Hast du heut’ wirklich schon gelebt
- 1997 Tausend Sonnen
- 1997 Zärtlicher Regen
- 1998 Bring mir die Sonne wieder zurück
- 1998 Bleib bei mir
- 1998 Weil ich weiß
- 1999 Ein bisschen Sonne, ein bisschen Regen
- 1999 Wir sind stark genug
- 2000 Jeder braucht einen Freund
- 2000 Bis dein Herz wieder hier ist
- 2000 Wenn es noch Wunder gibt
- 2001 Playa del sol
- 2001 Du bist mein Kind
- 2002 Leb dein Leben so wie du es fühlst
- 2002 Spiel den Sirtaki nochmal
- 2002 Reich deine Hand
- 2003 Wann seh’n wir uns wieder
- 2003 Halleluja – auf das Leben
- 2005 Soviel Liebe lebt in dir
- 2006 Gefühl ist eine Achterbahn (nur Promo)
- 2006 Wie ein Sternenregen in der Nacht (nur Promo)
- 2006 Mit Sehnsucht ist ein Tag so lang (nur Promo)
- 2007 Wer weiß das schon (nur Promo)
- 2007 Bella Italia (nur Promo)
- 2007 Heute, hier und jetzt (nur Promo)
- 2007 Im Karussell der Träume (nur Promo)
- 2007 Ein Gefühl wie Weihnachten (Duett mit Kristina Bach) (nur Promo)
- 2008 Weil wir alle keine Engel sind (nur Promo)
- 2008 Jedes Herz braucht eine Heimat (nur Promo)
- 2008 ’S mag net hell werd’n (nur Promo)
- 2009 Das Leben ist doch zum Leben da (nur Promo)
- 2009 Fang dir die Sonne (nur Promo)
- 2009 Schmetterling der Nacht (nur Promo)
- 2010 Dein Herz (nur Promo)
- 2010 Zurück in Richtung Sommerwind (nur Promo)
- 2010 Wenn der Himmel brennt (nur Promo)
- 2010 Das verlorene Lächeln (nur Promo)
- 2011 Vielleicht wirst du lieben (nur Promo)
- 2011 Denn auch du bist ein Held (nur Promo)
- 2012 Schenk mir deinen Talisman
- 2012 Auch für dich (nur Promo)
- 2013 Olê Hola
- 2013 Mit dir ist jede Stunde ein Geschenk
- 2014 Dann kamst du
- 2014 Sommer im Haar
- 2015 Von New York bis zu den Sternen
- 2015 Mi Corazon
- 2015: Wer die Augen schließt (wird nie die Wahrheit seh’n) 2015 (als Teil von Mut zur Menschlichkeit)
- 2016 Du bist die Musik in mir
- 2019 Weil Du mich liebst
- 2019 Ich feier`die Zeit
- 2020 Das Leben hat uns Bunter gemacht
- 2020 Wieder auf Anfang
- 2020 Ich will, dass Du glücklich bist
- 2021 Wieder im Leben
- 2021 Hat Dir Jemand schon gesagt
- 2021 Hello Santa
- 2022 Lieben kann man nicht allein
- 2022 Unfassbar
- 2023 (All Deine Farben)
- 2023 Genau Du

## Komponisten, Texter und Produzenten
Jean Frankfurter, Irma Holder, Alfons Weindorf, Tommy Mustac, Bernd Meinunger, Tobias Reitz, Hermann Weindorf, Wolfgang Hofer, Dietmar Kawohl, Edith Jeske, Andreas Bärtels, Robert Jung, Jean Norman, Kristina Bach, Christian Bruhn, Maurice Lasarte, Mark Bender, Tim Peters